# Сингапур
Сингапур, или званично Република Сингапур (малајс. Republik Singapura, кин: 新加坡, енгл. Republic of Singapore, там. சிங்கப்பூர் குடியரசு), острвска је град-држава у југоисточној Азији на југу Малајског полуострва, на врху Малакејског полуострва. Налази се на 137 km северно од екватора, јужно од малежанске државе Џохор и северно од Индонезије. Са својих 710 km², то је једна од неколико преосталих градова–држава на свету и најмања држава у Југоисточној Азији. Такође га ради његовог стратешки важног положаја зову „Азијски Гибралтар”, а Синга пура значи „лављи град”.
Британска источноиндијска компанија је основала трговачку постају на острву 1819. године. Главно насеље до тог момента је било малајско рибарско село на ушћу Сингапурске реке. Неколико стотина урођеника из племена Оранг Лаут су такође живели и дуж обале река и на мањим острвима. Британци су користили Сингапур као стратешку постају дуж пута зачина. Он је постао један од најважнијих комерцијалних и војних центара Британске Империје. Када су га окупирали Јапанци током Другог светског рата, Винстон Черчил је то назвао „највећим поразом Британије”. Сингапур се вратио под британску управу 1945. године. 1963. ујединио се са Малајском Федерацијом, Сабахом и Сараваком да би формирао Малезију. Мање од две године касније, влада на челу са Ли Гуангјаом прогласила је независност, одвојио се од Федерације и постао независна република 9. августа 1965. године. Сингапур је постао члан Уједињених нација 21. септембра исте године.

## Етимологија
Име Сингапур потиче од санскритског „синга” (лав) и „пура” (град). Према малајским аналима, ово име је острву дао суматрански принц из 14. века Санг Нила Утама, који је, након што се искрцао на острво због олује, приметио чудну звер на обали. Његов главни помоћник ју је погрешно идентификовао као или лава. Међутим, најновија истраживања Сингапура показују да лавови никада нису живели тамо (чак ни азијски лав), а звер коју је видео Санг Нила Утама је вероватно био тигар, највероватније малајски тигар.

## Историја

#### Прве насеобине
Први записи о насеобини у Сингапуру су из другог века нове ере. Острво је било испостава суматранске Шривиђаја империје и у почетку је имало јаванско име „Темасек” (морски град). Темасек (Тумасек) је брзо постао значајно трговачко насеље, али је пропао крајем 14. века. Мало је остатака старог Темасека у Сингапуру, али су археолози пронашли остатке тог и других насеобина. Између 16. и раног 19. века, острво Сингапур је било део Џохорског султаната. Током малајско–португалског рата 1613. године, насеље је запалила португалска војска. Португалци су након тога контролисали насеље у том веку, а Холанђани у 17. веку, али већим делом тог времена острвску популацију су чинили углавном рибари.
Град је основан 1160. године и постао важан трговачки центар југоисточне Азије, али га је 1377. године разрушила војска јаванске државе Мадјапахит. Након тога је служио искључиво као уточиште пиратима.

#### Колонијална управа
Сер Томас Стамфорд Рефлс искрцао се 29. јануара 1819. године на главно острво. Уочивши његов стратешки географски потенцијал за трговачку станицу у југоисточној Азији, Рефлс је потписао споразум са султаном Хусеином Шахом од Џохора, а у име Британске источноиндијске компаније да развија Сингапур као британску трговачку станицу и насеље, што је обележило почетак модерног доба острва. Рефлсов заменик Вилијам Фаркуар је надзирао период раста и етничке миграције, која је углавном била подстакнута имиграционом политиком без ограничења. Канцеларија Британске Индије је управљала острвом од 1858, али је Сингапур постао британска прекоморска територија 1867. године, одговоран директно британској круни. До 1869. године, 100.000 становника је живело на острву.
Рано планирање града се одвијало углавном по принципу „завади па владај”, где су различите етничке групе насељаване у различитим крајевима јужног дела острва. Сингапурска река је већим делом била комерцијална област, у којој су доминирали трговци и банкари из различитих етничких групација са углавном кинеским и индијским најамницима, који су утоваривали и истоваривали робу из бродова. Малајци, пореклом локални Оранг Лаути који су углавном радили као рибари, и арапски трговци и учењаци су се углавном могли наћи у југоисточном делу ушћа реке, где се данас налази крај града који се зове Кампонг Глам. Европски насељеници, којих је тада било мало, настанили су се око тврђаве Канинг Хил и даље узводно уз Сингапурску реку. Као и Европљани, и индијски мигранти такође су се населили више у унутрашњости, где се и данас налази Мала Индија. Веома мало се зна о руралним приватним насељима из тог времена (званих „кампонг”), осим да су вршена велика исељавања становника из тих насеља које је вршила сингапурска влада након стицања независности крајем 1960-их.

#### Други светски рат
Током Другог светског рата, јапанска царска војска окупирала је Малају, што је довело до битке за Сингапур. Лоше припремљени Британци су били поражени након шест дана, и предали су наводно неосвојиву тврђаву генералу Томојуки Јамашити 15. фебруара 1942. године. Предају је британски премијер сер Винстон Черчил описао као „најгору катастрофу и највећу капитулацију у британској историји”. Јапанци су преименовали Сингапур у Шонанто (јап. 昭南島, Shōnantō), изведено од јапанске реченице Shōwa no jidai ni eta minami no shima (јап. 昭和の時代に得た南の島) или „острво на југу освојено у доба Шове (Shōwa)”, и Јапанци су га држали под окупацијом све док га Британци нису повратили 12. септембра 1945, месец дана након јапанске предаје.
Име Шонанто је у то време било романизовано као Syonan-to или Syonan, што значи „светлост југа”.

#### Независност
Сингапур је 1959. постао држава са самоуправом у оквиру Британске Империје са Јусуф ибн Ишаком као првим „Yang di-Pertuan Negara” (у буквалном преводу „изванредан господар државе”) и Ли Гуангјаом као првим премијером. Једнострано је прогласио независност од Британије у августу 1963, пре него што се прикључио Малезијској Федерацији у септембру заједно са Малајом, Сабахом и Сараваком, чему је претходио Сингапурски референдум о уједињењу из 1962. године. Сингапур је напустио Федерацију две године касније након усијаног идеолошког конфликта између државне ПАП владе и федералне владе из Куала Лумпура. Сингапур је званично добио независност 9. августа 1965. Јусуф ибн Ишак се заклео као први председник Сингапура, а Гуангјао је остао премијер.
Покушавајући да буду довољни сами себи, млада нација се суочила са многим проблемима као што су масовна незапосленост, недостатак стамбеног простора, и оскудица у земљишту и природним ресурсима. Током Гуангјаовог мандата на премијерском месту од 1959. до 1990, његова администрација се бавила решавањем проблема опште незапослености, повећањем животног стандарда и спровођењем јавног стамбеног програма широких размера. У том периоду су развијени темељи економске инфраструктуре, зауздана опасност од расних тензија и креиран независни национални одбрамбени систем заснован на обавезном служењу војног рока за мушкарце. Иако је Сингапур номинално капиталистичка држава са вишестраначким системом, ПАП је толико тесно интегрисан са самим политичким системом Сингапура што, уз чињеницу да Сингапур води политику изузетно повољну по крупни капитал и релативно ограничена људска права, наводи неке ауторе на идеју да је Сингапур заправо фашистичка држава.
Године 1990. Го Чок Тонг је наследио Лија на премијерском месту. Током свог службовања, земља се суочила са азијском финансијском кризом из 1997. године, са епидемијом САРС-а 2003, и терористичким претњама од стране Џема Исламије након напада 11. септембра 2001. године. У 2004. години, Ли Сјенлунг, најстарији син Ли Гуангјаоа, постао је трећи премијер. Међу његовим најзапаженијим одлукама је план да се отворе казина да би се привукло више страних туриста.

## Географија

### Положај
Суседне државе Сингапура су Малезија и Индонезија. Површина државе износи 719,1 km².

### Геологија и рељеф
Територију државе Сингапур чине 63 острва, укључујући и главно острво Сингапур. Постоје две направљене конекције са Џохором у Малезији — насип Џохор–Сингапур на северу, и мост Малезија–Сингапур на западу. Острва Јуронг, Пулау Теконг, Пулау Убин и Сентоса су највећа од многих мањих острва. Највиша природна тачка у Сингапуру је Букит Тима брдо са својих 166 m.
Јужни део Сингапура, у околини ушћа Сингапурске реке и дела који је данас пословни центар града, је некада био једина насељена урбана средина, док је остатак острва био или неразвијена тропска кишна шума или је коришћен за пољопривреду. Од 1960-их година, влада је изградила нова насељена места у приградским областима, што је произвело потпуно изграђени урбани пејзаж. Руководство за урбани развој је основано 1. априла 1974. године, које је одговорно за урбано планирање.
Сингапур има више пројеката рекултивације коришћењем земље из сопствених брда, са дна мора, и из суседних држава, као и насипањем отпада. Као резултат, површина Сингапура се повећала са 581,5 km² 1960-их на 704 km² данас, а могла би се повећати за још 100 km² до 2030. године. Овај пројекат је у неким случајевима резултовао спајањем мањих острва путем рекултивације да би се формирала већа, функционалнија острва, као што је случај са Јуронг острвом.

### Клима
Према систему Кепенове класификације климе, Сингапур има тропску климу без разлике у сезонама. Његову климу карактерише истоветна температура и притисак, висока влажност ваздуха, и обилне кише. Температура се креће од 22 °C до 34 °C. у просеку релативна влажност је око 90% изјутра и 60% после подне. Током дужих пљускова, релативна влажност често достиже и 100%. Највиша и најнижа забележена температура су 18,5 °C и 37,8 °C. Највећа забележена брзина ветра била је 150 km/h 26. маја 2007. године. Јун и јул су најтоплији месеци, док новембар и децембар чине влажнију монсунску сезону. Од августа до октобра често је измаглица, понекад и довољно велика да изазове здравствено упозорење јавности, која настаје због шумских пожара у суседној Индонезији. Сингапур не примењује летње рачунање времена. Дужина дана је готово идентична током целе године због тога што се налази близу екватора (137 km северно од екватора).
Око 23% сингапурске површине сачињавају шуме и природни резервати. Урбанизација је елиминисала многе области под кишним шумама, при чему је једина преостала кишна шума Букит Тима природни резерват. Разноврсни паркови, као што је сингапурска ботаничка башта, вештачки се одржавају.
| Клима (Сингапур)           | Клима (Сингапур) | Клима (Сингапур) | Клима (Сингапур) | Клима (Сингапур) | Клима (Сингапур) | Клима (Сингапур) | Клима (Сингапур) | Клима (Сингапур) | Клима (Сингапур) | Клима (Сингапур) | Клима (Сингапур) | Клима (Сингапур) | Клима (Сингапур) |
| Показатељ \ Месец          | .Јан.            | .Феб.            | .Мар.            | .Апр.            | .Мај.            | .Јун.            | .Јул.            | .Авг.            | .Сеп.            | .Окт.            | .Нов.            | .Дец.            | .Год.            |
| -------------------------- | ---------------- | ---------------- | ---------------- | ---------------- | ---------------- | ---------------- | ---------------- | ---------------- | ---------------- | ---------------- | ---------------- | ---------------- | ---------------- |
| Средњи максимум, °C (°F)   | 29,9 (85,8)      | 31,0 (87,8)      | 31,4 (88,5)      | 31,7 (89,1)      | 31,6 (88,9)      | 31,2 (88,2)      | 30,8 (87,4)      | 30,8 (87,4)      | 30,7 (87,3)      | 31,1 (88)        | 30,5 (86,9)      | 29,6 (85,3)      | 31 (88)          |
| Средњи минимум, °C (°F)    | 23 (73)          | 24 (75)          | 24 (75)          | 24 (75)          | 25 (77)          | 25 (77)          | 25 (77)          | 24 (75)          | 24 (75)          | 24 (75)          | 24 (75)          | 23 (73)          | 24 (75)          |
| Количина падавина, mm (in) | 239 (94,1)       | 173 (68,1)       | 187 (73,6)       | 183 (72)         | 172 (67,7)       | 168 (66,1)       | 159 (62,6)       | 180 (70,9)       | 172 (67,7)       | 201 (79,1)       | 253 (99,6)       | 281 (110,6)      | 2,368 (932,3)    |
| [ тражи се извор ]         |                  |                  |                  |                  |                  |                  |                  |                  |                  |                  |                  |                  |                  |

## Политика

#### Спорови
Сингапур има више дуготрајних спорова са Малезијом око разних питања:
- испорука воде у Сингапур
- међудржавне поморске границе
- ваздушне путање између међународног Сингапур Чанги аеродрома и куала лумпурског Међународног аеродрома

## Привреда
Сингапур има високо развијену привреду, која се историјски посматрано базирана на бесцаринској трговини. Поред Хонгконга, Јужне Кореје и Тајвана, Сингапур је један од Четири Азијска Тигра. Привреда се зависи од извоза прерађених увозних производа. Производња је чинила 26% Сингапурског БДП 2005. године. Производња је прилично разнолика и чине је електронска индустрија, прерада нафте, хемијска индустрија, машинска индустрија и биохемијска производња. 2006. године Сингапур је производио око 10% светске производње електронских подложака за електронска кола. Сингапур је и најпрометнија лука на свету по питању утоварене тонаже, и четврта је највећа девизна берза на свету после Лондона, Њујорка и Токија.
Сингапур је оцењен као као најпријатељскија за пословање привреда на свету,
у којој ради на хиљаде страних радника из средње класе у мултинационалним корпорацијама. Град-држава такође запошљава и десетине хиљада припадника радничке класе из иностранства.
Као последица глобалне рецесије и пад у технолошком сектору, БДП се смањио за 2,2% 2001. године. Комитет за Економско Преиспитивање је основан у децембру 2001. и препоручио је промену економске политике са циљем освежавања привреде. Сингапур се од тада опоравио од рецесије, већим делом због побољшања светске привреде, док је сама Сингапурска привреда порасла за 8,3% у 2004, 6,4% у 2005. и 7,9% у 2006. години. У првој половини 2007. економски раст је износио 7,6%. Процена је да ће раст за целу годину износити између 7 и 8%, што је више од првобитно процењених 5 до 7%. 19. августа 2007. године Премијер Ли Хсиен Лунг је на скупу поводом Националног Дана најавио да се очекује да ће Сингапурска привреда расти по стопи од најмање 4 до 6% годишње наредних 5 до 10 година.
БДП по становнику 2006. године је износио 29.474 US$ Влада очекује да Сингапурска привреда настави раст за 4.5 до 6,5% у 2008. години. Од септембра 2007. стопа незапослености је 1,7%, што је најниже током задње деценије, чиме се вратила на ниво од пре Азијске кризе. Запосленост је наставила снажно да расте с обзиром да је привреда одржала брзо ширење. У прва три тромесечја 2007. 171.500 нових послова је створено, наспрам 176.000 током целе 2006. године. За целу 2007. годину Сингапурска привреда је остварила раст 7,5% и привукла 16 милијарди S$ у инвестицијама у производњи, генеришући 3 милијарде S$ у укупној пословној потрошњи у услужном сектору.
 Сингапур је увео Таксу за Робу и Услуге (Goods and Services Tax - GST) са почетном стопом од 3% 1. априла 1994, што је значајно увећало државне приходе за 1,6 милијарди S$ и стабилизовало финансирање државе. Такса је повећана на 4% 2003, на 5% 2004. и на 7% 1. јула 2007. године.
Сингапур је и популарна дестинација за туристе, што чини туризам једном од његових највећих индустрија. Око 9,7 милиона туриста посетило је град 2006. године. Орчард Роуд трговачка област је једна од најпознатијих и популарни је магнет за туристе. Да би привукли још туриста влада је одлучила да легализује коцкање и одобрила је изградњу два казина 2005. године, једног у Марина Саут и другог на Сентоси. Да би се такмичили са регионалним ривалским градовима попут Хонгконга, Токија и Шангаја, влада је најавила да ће градска област бити претворена у узбудљивије место осветљавањем стамбених и пословних зграда. Кулинарство је такође пуно промовисано као атракција за туристе, и Сингапурски Фестивал Хране се одржава сваке године у Јулу да би прославио Сингапурски кухињу.
Сингапур се брзо позиционира и као центар медицинског туризма. Око 200.000 странаца тражи здравствену помоћ сваке године, а Сингапурски здравствени центри желе да услуже милион страних пацијената годишње до 2012 и остваре приход од 3 милијарде US$. Влада очекује да би ова иницијатива могла да створи 13.000 нових радних места у оквиру здравственог сектора.

#### Споразуми о слободној трговини
Сингапур има 14 билатералних и мултилатералних трговинских споразума:
- АСЕАН Слободна трговинска област (АФТА)
- АСЕАН - Кина (АЦФТА)
- АСЕАН - Кореја (АКФТА)
- Аустралија (САФТА)
- ЕФТА (Европска слободна трговинска асоцијација: Исланд, Лихтенштајн, Норвешка, Швајцарска)
- Јордан (СЈФТА)
- Индија (ЦЕЦА)
- Јапан (ЈСЕПА)
- Нови Зеланд (АНЗСЦЕП)
- Панама (ПСФТА)
- Перу
- Јужна Кореја (КСФТА)
- Транспацифички Стратешки Економски Партнерски Споразум (Транс-Пацифик СЕП): Брунеј, Нови Зеланд, Чиле, Сингапур
- САД (УССФТА)

### Саобраћај
Сингапур је мало острво са високом густином насељености, стога постоји потреба да се ограничи број возила у приватном власништву на путевима. Купци аутомобила морају да плате царину у висини од једне и по тржишне цене аутомобила и да се надмећу на аукцији за Сингапурску саобраћајну дозволу. Ова дозвола омогућује да се возило користи десет година. Само цена саобраћајне дозволе често прелази цену новог Поршеа Бокстер у САД. Цене аутомобила су генерално значајно више у Сингапуру у односу на остале земље Енглеског говорног подручја. Из тог разлога само 1 од 10 породица поседује аутомобил.
Већина Сингапурских становника путује пешице, бициклом, аутобусом, таксијем и возом. Две компаније нуде услуге аутобуског превоза: СБС Транзит (енгл. SBS Transit) и СМРТ Корпорација (енгл. Singapore Mass Rapid Transit - SMRT Corporation). СМРТ такође управља и системом градских возова. Постоји и десетак такси компанија у Сингапуру које заједно имају 25.000 такси возила. Такси је популаран вид јавног превоза јер су вожње релативно јефтине у поређењу са другим развијеним земљама.
Сингапур има путну инфраструктуру у дужини од 3356 km, рачунајући и 161 km ауто-путева. Сингапурски план за наплату загушења у саобраћају, који је уведен 1975. године, је први такав план на свету, и подразумева мере као што су строге власничке квоте за аутомобиле и побољшања у јавном превозу. Унапређен је 1998. године и преименован у Електронска наплата путева (енгл. Electronic Road Pricing - ERP)у систем је уведена електронска наплата путарине, електронско препознавање возила и технологију видео надзора.
Сингапур је један од главних транспортних чворишта у Азији, због своје позиције која се налази на многим поморским и ваздушним рутама. Сингапурска лука којом управљају ПСА Интернашонал (енгл. PSA International и Џуронг Порт (енгл. Jurong Port била је друга у свету 2005. године по обрађеној бруто тонажи, са 1,15 милијарди бруто тона робе, или у транспортованим контејнерима, 23,2 милиона ТЕУ контејнера. Такође је била и друга у свету иза Шангајске луке по обрађеној тонажи робе, са 423 милиона тона робе. Уз то, лука је највећа светска међу-лука као и највећи светски центар за допуну бродова горивом.
Сингапур је авио чвориште за Југоисточну Азију и међустаница за Кенгурску руту између Сиднеја и Лондона. Постоји укупно осам аеродрома на острву а Сингапурски Чанги Аеродром је домаћин мрежи од 80 авио-компанија које повезују Сингапур са 200 градова и 68 земаља. Оцењен је као један од најбољих међународних аеродрома од стране међународних туристичких часописа, као и за најбољи аеродром 2006. године од стране Скајтрекса (енгл. Skytrax) Национални авио-превозник је Сингапур ерлајнс.

## Војска
Сингапурска војска је неоспорно технолошки најразвијенија у југоисточној азији. Њу сачињавају армија, морнарица и ратно ваздухопловство. Она је гарант Сингапурске независности. Национална стратегија одбране је у дипломатија и одвраћању. Овај принцип се рефлектује на општу културу, и подразумева да су сви грађани у служби одбране. Влада троши 4,9% државног БДП-а на војску и један од четири долара државних издатака се троши на одбрану.
У време стицања независности, Сингапур је имао два пешадијска пука којим су командовали Британски официри. Сматрало се да је ова војска сувише мала да би пружила ефикасну заштиту новој држави тако да је развој војске постао приоритет. Британија је повукла своју војску из Сингапура у октобру 1971, остављајући из себе само мале Британске, Аустралијске и Новозеландске снаге као симбол страног војног присуства. Последњи Британски војници су напустили Сингапур у марту 1976. Новозеландске трупе су последње отишле 1989.
Сингапурска армија је иницијално успостављена уз помоћ Британије и Израела, државе која није призната од стране суседних исламских држава, Малезије, Индонезије и Брунеја. Након стицања независности главни страх је био од инвазије од стране Малезије и/или Индонезије. Командири Израелских одбрамбених снага су били задужени за креирање Сингапурске оружаних снага од нуле и Израелски инструктори су доведени да би обучавали Сингапурске војнике. Обука је обављана према стандардима Израелских одбрамбених снага и Сингапур је усвојио систем регрутације и резервних јединица заснованог на Израелском и Швајцарском моделу, који је још увек у употреби. Данас, Сингапур и даље одржава јаке безбедносне везе са Израелом и један је од највећих купаца Израелског наоружања. Ручни против оклопни систем МАТАДОР је један од примера скорашње сингапурско-израелске сарадње.
Сингапурска војска је развијена да одговори на широк спектар задатака, и у конвенционалном и у неконвенционалном ратовању. Одбрамбено-научна и технолошка агенција је одговорна за набавку ресурса за војску. Географска ограничења Сингапура чине да Сингапурска војска мора да планира потпуно одбијање напада, јер не могу да се повуку и регрупишу. Мала популација је такође имала утицај на начин како је војска дизајнирана, са малим активним снагама и великим резервним саставом.
Сингапур има систем регрутације који важи за све способне мушкарце од 18. године, са изузетком оних који имају кривични досије или могућност да докажу да би њихов губитак произвео велику потешкоћу њиховим породицама. Уз то, мушкарци који тек треба да заврше пред-универзитетско образовање или којима је додељена стипендија Комисије Јавних Служби могу да се одлуче да одложе своју регрутацију. Број жена у војсци се повећава иако се од њих не очекује да обаве војну службу, од када је 1989. године омогућено да се запосле у војсци. Пре обуке за специфичан род војске, регрути пролазе кроз основну војну обуку барем 9 недеља.
Због мале површине земљишта на главном острву, обука која подразумева активности као што су бојево гађање и амфибијско искрцавање се обично обавља на мањим острвима, на којима је забрањен приступ цивилима. Са друге стране, вежбе великих размера се сматрају преопасним да би се обављале у том крају, и од 1975 се обављају у Тајвану Обаука се такође обавља и у другим земљама. Војне вежбе се одржавају са страним војскама једном или два пута недељно.
Обзиром на ограничења ваздушног и земаљског простора, Ваздушне снаге Републике Сингапур (енгл. RSAF) воде један број ваздухопловних база у Аустралији, САД и Француској. РСАФ-ова 130 ескадрила је базирана у бази Пирс у Западној Аустралији, а 126 ескадрила је базирана у Океј војном ваздухопловном центру у Квинсленду. РСАФ-ова 150 ескадрила је базирана у ваздухопловној бази у Казоуна југу Француске. РСАФ такође поседује и неколико одреда у Сједињеним Америчким Државама, и то у Сан Дијегоу у Калифорнији, Марана у Аризони, Гранд Прери у Тексасу и Лук ваздухопловној бази у Аризони.
Сингапурске оружане снаге су слале своје јединице да помогну у операцијама ван земље у областима као што је Ирак и Авганистан, и у војној и у цивилној улози. У региону помагале су у стабилизацији Источног Тимора и обезбеђивале су помоћ у Аћеу у Индонезији након земљотреса и цунамија 2004. године. Сингапурске оружане снаге су такође пружале помоћ током урагана Катрина. Сингапур је чланица војне алијансе са Аустралијом, Малезијом, Новим Зеландом и Уједињеним Краљевством.

## Становништво
Према званичној статистици, број становника у Сингапуру 2011. био је 5,18 милиона, од чега су 3,25 милиона (63%) Сингапурски држављани док су остали (37%) стални резиденти (који се зову „Сингапурски резиденти") и страни радници. 23% Сингапурских држављана је рођено ван Сингапура (натурализовани грађани). 2011. године је било преко пола милиона страних резидената у Сингапуру. Кинези чине 74,2% Сингапурских резидената, Малајци 13,4%, Индијци 9,2%, док Евроазијци и остале групе чине 3,2%. Пре 2010. године свака особа је могла да се региструје само као припадник једне расе, по правилу по очевом пореклу. Зато су особе из мешаних бракова сврставане по очевом пореклу у једну групу приликом пописа. Од 2010 становништво се може двојако изјаснити, тако што бирају по једну примарну и по једну секундарну расу.
Године 2006. стопа наталитета је била 10.1 на 1000 становника, што је веома низак ниво који се приписује политици контроле рађања, стопа смртности је такође једна од најнижих на свету са 4.3 на 1000 становника. Природни прираштај је био 4,4% од чега је раст Сингапурских резидената био 1,8%. Већи проценат раста настао је због имиграната, али и због повећања очекиваног трајања живота. Сингапур је друга најнасељенија независна држава на свету после Монака, не рачунајући Макау и Хонгконг који су специјални административни региони Народне Републике Кине. 1957. године Сингапурска популација је износила 1,45 милиона, а постојао је релативно висок природни прираштај. Свесна веома ограничених природних ресурса и мале територије, влада је увела политику контроле рађања крајем 1960-их. Крајем 1990-их популација је остарјела, а све мањи број људи је учествовао на тржишту рада и постојало је помањкање квалификоване радне снаге. У драматичној промени политике, Сингапурска влада је увела „беби бонус“ шему 2001. године (повећан је 2004) која охрабрује парове да имају више деце.
Године 2006. стопа укупног фертилитета је износила 1.26 деце по жени, што је трећа најнижа стопа на свету и далеко ниже од 2.10 колико је потребно за просту репродукцију. 2006. године 38.317 беба је рођено у поређењу са око 37.600 2005. Овај број ипак није довољан да одржи раст становништва. Да би превазишли овај проблем, влада охрабрује странце да имигрирају у Сингапур. Овај велики број имиграната спречава смањење Сингапурске популације.

#### Религија
| Религија у Сингапуру‍ | Религија у Сингапуру‍ | Религија у Сингапуру‍ | Религија у Сингапуру‍ | Религија у Сингапуру‍ |
| -------------------- | -------------------- | -------------------- | -------------------- | -------------------- |
| религија             |                      |                      |                      | проценат             |
| Будисти              | Будисти              |                      | 0                    | 33%                  |
| Хришћани             | Хришћани             |                      | 0                    | 18%                  |
| Атеисти              | Атеисти              |                      | 0                    | 17%                  |
| Муслимани            | Муслимани            |                      | 0                    | 15%                  |
| Таоисти              | Таоисти              |                      | 0                    | 11%                  |
| Хинду                | Хинду                |                      | 0                    | 5,1%                 |
| Остали               | Остали               |                      | 0                    | 0,9%                 |

Сингапур је вишерелигијска држава. Према „Статистичком заводу Сингапура“, око 44% становништва (не рачунајући значајан број посетиоца и привремених радника) практикује будизам и Таоизам. Око 18%, углавном Кинеза, Евроазијаца и Индијаца практикује хришћанство - шира класификација обухвата Католицизам, Протестантизам и остале. Муслимана има 15%, од чега Малајци чине већину са значајним бројем Индијских муслимана и Кинеских муслимана. Мањи број мањина практикује сикизам, хиндуизам, Бахаизам и остале, према попису из 2000. године.
Поједине религијске праксе су забрањене у Сингапуру. Јеховиним сведоцима, на пример, је забрањено да дистрибуирају религијски материјал и понекад их хапсе због свог пацифистичког одбијања да служе у Сингапурској војсци.
Око 17% становништва није се религијски изјаснило.

#### Образовање
Енглески је први језик који половина деце учи до предшколског доба и главни је језик за школовање у основној школи, али се уче и матерњи језици. Многа деца похађају приватна обданишта све до основне школе која почиње када наврше шест година.
Енглески је језик едукације за математику и природне науке. За Кинеску заједницу, постоје специјалне школе које добијају додатна финансијска средства да би обуку вршили на мандаринском. Неке школе комбинују језичке предмете са математиком и природним наукама, користећи и Енглески и други језик.
Образовни програм одређује Министарство Образовања Сингапура а примењује се и у приватним и у јавним школама. Не постоји стриктна различитост између приватних и јавних школа. Степен аутономије по питању програма и школарине, висина државног финансирања и висина финансијског оптерећења студента се класификује на „државне“, „државно помогнуте“, „аутономне“, „независне“ и „приватно финансиране“. Постоје и међународне школе које су обезбеђене за странце и за по неког локалног ученика уз дозволу министарства образовања.
Постоје четири државна универзитета у Сингапуру: Национални Сингапурски универзитет, Нанјанг Технички универзитет, Сингапурски Пословни универзитет у СИМ универзитет. Разматра се отварање још универзитета, пошто влада жели да обезбеди више образовање за 30% сваке етничке групе. Постоји такође и пет политехничких школа: Темасек политехничка, Сингапурска политехничка, Нџи Ан политехничка, Нанјанг политехничка и Републик политехничка. За разлику од сличних институција у многим земљама, Сингапурске политехничке школе издају само дипломе.
Образовни систем садржи необавезно обданиште које траје три године, а затим следи шестогодишње основно образовање које се завршава Завршним Испитом за Основну Школу (енгл. Primary School Leaving Examination - PSLE). Следи четири до пет година средњег образовања, што води до Н нивоа или Сингапурског цертификата општег образовања - О ниво (енгл. Singaporean GCE 'O' Level) испита којима се оцењује ниво знања ученика и одређује коју врсту вишег образовања могу да наставе.
Нижи колеџ као што је Тампинес Нижи Колеџ обезбеђују две или три године пред универзитетског образовања на путу ка универзитету. Политехничке школе нуде курсеве који воде до диплома, док терцијарне установе нуде различите бечелор, мастер и докторске дипломе (степене) и друге високе дипломе.
Одбор за Економски Развој (енгл. Economic Development Board - EDB) активно је ангажовао стране школе на отварању кампуса у Сингапуру под програмом „Глобална Школа“ чији је циљ да привуче 150000 страних студената до 2015. године. ИНСЕАД, водећа пословна школа је отворила свој први кампус у иностранству у Сингапуру 2001, док ЕССЕЦ Пословна Школа, један век стара Париска пословна школа, обезбеђује курсеве специфичне за Азију. Пословна школа Универзитета у Чикагу такође овде има свој кампус. ТИШ Уметничка Школа (енгл. Tisch School of the Arts) је задња која је отворила свој огранак овде 2007. године. Ипак, ЕДБ није успео да привуче и задржи Варвик Универзитет (енгл. Warwick University) и Универзитет Новог Јужног Велса због, како су навели, недостатка академских слобода и финансијске забринутости.
Године 1999, Министарство Образовања започело је „Програм за обнову и побољшање постојећих школа“ чији је циљ да унапреди постојеће зграде, од којих су многе направљене пре више од 20 или 30 година, у више фаза по цени од 4,5 милијарди Сингапурских Долара (S$). Овај програм успева да обезбеди боље школско окружење за ученике путем унапређења школских зграда према најновијим стандардима. У 2005-ој години оквир назван „Флексибилна Школска Инфраструктура“ (ФлекСИ) је коришћен за изградњу модуларних учионица које могу бити отворене за већа предавања, и које омогућују школском особљу да обликују распоред учионица тако да одговарају јединственим идентитетима и култури тих школа. У исто време, затворена спортска дворана ће бити обезбеђена свакој школи тако да школе могу да спроводе физичко васпитање и по лошем времену.

#### Језици
| Језици који се говоре у Сингапуру‍ | Језици који се говоре у Сингапуру‍ | Језици који се говоре у Сингапуру‍ | Језици који се говоре у Сингапуру‍ | Језици који се говоре у Сингапуру‍ |
| --------------------------------- | --------------------------------- | --------------------------------- | --------------------------------- | --------------------------------- |
| језик                             |                                   |                                   |                                   | проценат                          |
| Мандарински                       | Мандарински                       |                                   | 0                                 | 49,9%                             |
| Енглески                          | Енглески                          |                                   | 0                                 | 32,3%                             |
| Малајски                          | Малајски                          |                                   | 0                                 | 12,2%                             |
| Тамилски                          | Тамилски                          |                                   | 0                                 | 3,3%                              |

Национални језик Сингапура је Малајски из историјских разлога, и користи се у химни „Мајулах Сингапура“. Службени језици су енглески, малајски, мандарински и тамилски. Енглески је уведен као језик администрације још од проглашења независности. Јавна предузећа у Сингапуру обављају своје послове на Енглеском, а званични документи која су написана на остала три званична језика морају се преводити на Енглески да би били прихваћени. Сингапурски устав и сви закони су написани на Енглеском, а уколико неко жели да се обрати у Сингапурским Судовима на неком другом званичном језику обавезан је преводилац за Енглески. Па ипак Енглески је матерњи језик за само једну трећину Сингапураца, отприлике трећина Сингапурских Кинеза, четвртина Сингапурских Малајаца и око половина Сингапурских Индијаца га користи као матерњи језик. Двадесет процената Сингапураца (сваки пети грађанин) не говори Енглески.
Енглески који се користи је базиран на британском енглеском, уз утицај америчког енглеског. Употреба енглеског је постала широко распрострањена у Сингапуру након што је уведен као први језик у образовном систему, енглески је уједно најраспрострањенији језик у сингапурској литератури. Деца у школама обавезно уче енглески и један од три остала службена језика. Јавни знаци и званичне публикације су на енглеском, али обично постоје и преведене верзије у осталим службеним језицима. Већина Сингапураца говори локалним хибридним обликом енглеског који се зове синглиш „сингапурски енглески“ (енгл. Singlish "Singapore English"), који има многе креолске карактеристике, мешајући вокабулар и граматику стандардног енглеског, Кинеских дијалеката, малајског и индијског језика. Други најчешћи језик у Сингапуру је мандарински, и преко седамдесет процената становништва га користи као други језик.

#### Здравство
Сингапур има ефикасан здравствени систем, иако су издвајања за здравство релативно ниска за развијену земљу. Светска здравствена организација рангира Сингапурски здравствени систем на 6 месту на свету у свом извештају о здравству у свету. Уопштено, Сингапур има најнижу стопу смртности код новорођенчади на свету задње две деценије. Очекивани животни век у Сингапуру је 79 година за мушкарце и 83 године за жене, што поставља земљу на 15 место на свету по очекиваном животном веку. Скоро сва популација има приступ напредним воденим и санитарним постројењима. Смртност од ХИВ-а је мања од 10 на 100.000 људи на годишњем нивоу. Гојазност код одраслих је испод 10%.
Државни програм здравствене заштите је заснован на три принципа: Финансирање оних који нису способни да приуште здравствено осигурање, обавезно здравствена штедња која покрива 85% популације, и здравствено осигурање које финансира држава. Јавне болнице имају аутономију у управљачком одлучивању, и надмећу се за пацијенте. Субвенције постоје за људе са малим приходима. 2008. године 31,9% здравствене заштите је финансирала држава. То је чинило отприлике 3,5% Сингапурског БДП-а.

## Ресурси
Без природних слатководних река и језера, главни домаћи извор водоснабдевања у Сингапуру је кишница, која се сакупља у резервоарима или колекторима. Око половине сингапурске воде долази од кише сакупљене у тим резервоарима, док већина остале воде долази из Малезије. Две земље дуже времена воде спор око споразума који је потписан током колонијалног доба а односи се на коришћење воде.
Тренутно се гради још колектора, погона за рециклажу воде и фабрике за десалинизацију воде. Ова стратегија „четири славине“ има за циљ да смањи зависност од иностраног снабдевања и да повећа разноликост извора пијаће воде.
Сингапур има мрежу резервоара и колектора. До 2001. године постојало је 19 резервоара непречишћене воде, 9 постројења за прераду и 14 резервоара за складиштење пијаће воде који служе за подмирење домаћих потреба. Марина Бараж је брана која се гради око рукавца три Сингапурске реке, и која ће до 2009. године створити велики резервоар свеже воде. Када се изгради, овај резервоар ће повећати капацитет прикупљања кишнице на две трећине површине државе.
Историјски посматрано, за половину потрошње воде Сингапур се увек ослањао на увоз из Малезије. Међутим, два споразума о води по којима је Сингапур био снабдеван истичу 2011. и 2061. године и две државе су у спору око цене воде. Без решења овог спора на видику, Сингапурска влада је одлучила да повећа потрошњу сопственим залихама. Гради се или је предложена изградња још погона за рециклажу воде као и фабрика за десалинизацију да би се смањио увоз воде.

## Партнерски градови
- Гибралтар
- Пјонгјанг